# Bohusz Korecki
Bohusz (Bohdan) Korecki herbu Pogoń (Pogonia) (ur. 1510, zm. 19 sierpnia 1576 w Łucku) – książę; starosta żytomierski od 1539, winnicki od 1540, bracławski od 1550, łucki od 1560 roku, wojewoda wołyński od 1572 dowódca obrony potocznej.
W swych rękach skumulował olbrzymie włości, obejmujące prawie cały północno-wschodni narożnik Wołynia. Jako dowódca obrony potocznej wielokrotnie znosił czambuły tatarskie. Wziął udział w wojnie litewsko-rosyjskiej 1558–1570. Brał udział w bitwie nad Ułą w 1564. W 1567 na czele zagonu zapuścił się pod Wielkie Łuki. Zwyciężył Tatarów pod Ochmatowem.
W 1573 roku potwierdził elekcję Henryka III Walezego na króla Polski.
Wzniósł ufortyfikowane zamki w Bracławiu (1550) i Winnicy (1571). Ufundował również prawosławne klasztory w Korcu i Horodyszczu (lub Horodysku).
Był wyznawcą prawosławia.
Jego nagrobek znajduje się w Ławrze Pieczerskiej w Kijowie.